# Pero Kvesić
Pero Kvesić (Zagreb, 1950. – Zagreb, 11. studenog 2023.) bio je hrvatski novinar, književnik i scenarist.
Pero Kvesić rodio se u Zagrebu 1950. godine. Od svoje 5. do 14. godine živio je s obitelji u Bjelovaru, koji je grad njegova djetinjstva. Diplomirao je filozofiju i sociologiju na Filozofskom fakultetu u Zagrebu. Za vrijeme studija bio je urednik u "Omladinskom tjedniku", "Studentskom listu" i "Tjednom listu omladine", a bio je i u ekipi koja je pokrenula omladinski klub Jabuka. Nakon dužeg boravka u SAD-u bio je glavni urednik omladinskog lista "Polet" i časopisa "Pitanja".
"Polet", tadašnje glasilo Saveza socijalističke omladine Hrvatske – nakon stanke od 1969. ponovo je počeo izlaziti 1976. s novom redakcijom i glavnim urednikom Perom Kvesićem. Redakcija je veći broj stranica "Poleta" posvetila temama koje su onda zanimale mlade: stripu, rocku, fotografiji, filmu i raznim oblicima supkulture. Recept je upalio i list se počeo prodavati u ozbiljnim tiražama, i postao od dosadnoga suhoparnoga političkog glasila doista rado čitana novinā.
U sedamdesetim godinama je redovno surađivao u magazinu "Start". U 1980-im bio je samostalni umjetnik, četiri godine bio je tajnik Društva književnika Hrvatske, pokrenuo biblioteku i časopis "Quorum".
Objavio je velik broj proznih djela među kojima su najpoznatije zbirke pripovjedaka "Uvod u Peru K." (1975.), "Mladi K." (1983.), "Uspomene urednika erotskog magazina" (2003.) i "Vrijeme rata i razonode" (2014.), te romane "Što mi rade i što im radim" (1984.), "Rent-a-car express" (2000.) i "Stjecaj okolnosti" (2002.). Objavio je i nekoliko zbirki pjesama te nekoliko romana za djecu i slikovnica.
Autor je, začetnik i kreator likova i crtane serije "Mali leteći medvjedići" s Dušanom Vukotićem, i Nevenom Petričićem.
Bio je potpisnik Deklaracije o zajedničkom jeziku u kojoj se tvrdi da se u Hrvatskoj, Bosni i Hercegovini, Srbiji i Crnoj Gori govore nacionalne standardne varijante zajedničkog policentričnog standardnog jezika.
Umro je 11. studenog. 2023. u Zagrebu nakon duge i teške bolesti.